# تدارکات
تدارکات فرایند پیدا کردن، پذیرش شرایط و خرید کالا، خدمات یا کارهایی از یک منبع خارجی است که اغلب از طریق یک پروسه مناقصه رقابتی انجام می‌پذیرد. این فرایند برای اطمینان از دریافت کالا، خدمات یا کار با بهترین قیمت ممکن مورد استفاده می‌گیرد، زمانی که جنبه‌هایی مانند کیفیت، کمیت، زمان و مکان مقایسه می‌شوند. شرکت‌ها و موسسات دولتی اغلب فرایندها را برای ترویج رقابت عادلانه و باز برای کسب و کار خود به گونه ای تعریف می‌کنند که خطرات را از جمله احتمال قرار گرفتن در معرض تقلب و کلاه‌برداری را به حداقل برسانند.
اکثر تصمیمات خرید عبارتند از: عوامل تحویل و جابجایی کالا، مزایای حاشیه ای و نوسان قیمت. تدارکات عموماً شامل تصمیم‌گیری خرید در شرایط کمبود است. اگر داده‌های خوبی موجود باشد، یک روش خوب استفاده از روش‌های تحلیل اقتصادی مانند تجزیه و تحلیل هزینه-سود یا تجزیه و تحلیل هزینه-کاربری است.